# هيكتور هرنانديز أورتيغا
هيكتور هرنانديز أورتيغا (بالإسبانية: Héctor Hernández Ortega) (23 مايو 1991 في إسبانيا - ) هو لاعب كرة قدم إسباني في مركز الدفاع. لعب مع ريال سرقسطة وريال سوسيداد ب وريال سوسيداد.

## وصلات خارجية
- هيكتور هرنانديز أورتيغا على موقع قاعدة بيانات كرة القدم.إي يو (الإنجليزية)
- هيكتور هرنانديز أورتيغا على موقع Soccerbase.com (لاعب) (الإنجليزية)
- هيكتور هرنانديز أورتيغا على موقع Soccerway.com (الإنجليزية)
- هيكتور هرنانديز أورتيغا على موقع AS.com (الإسبانية)